# Aleksandar Džombić

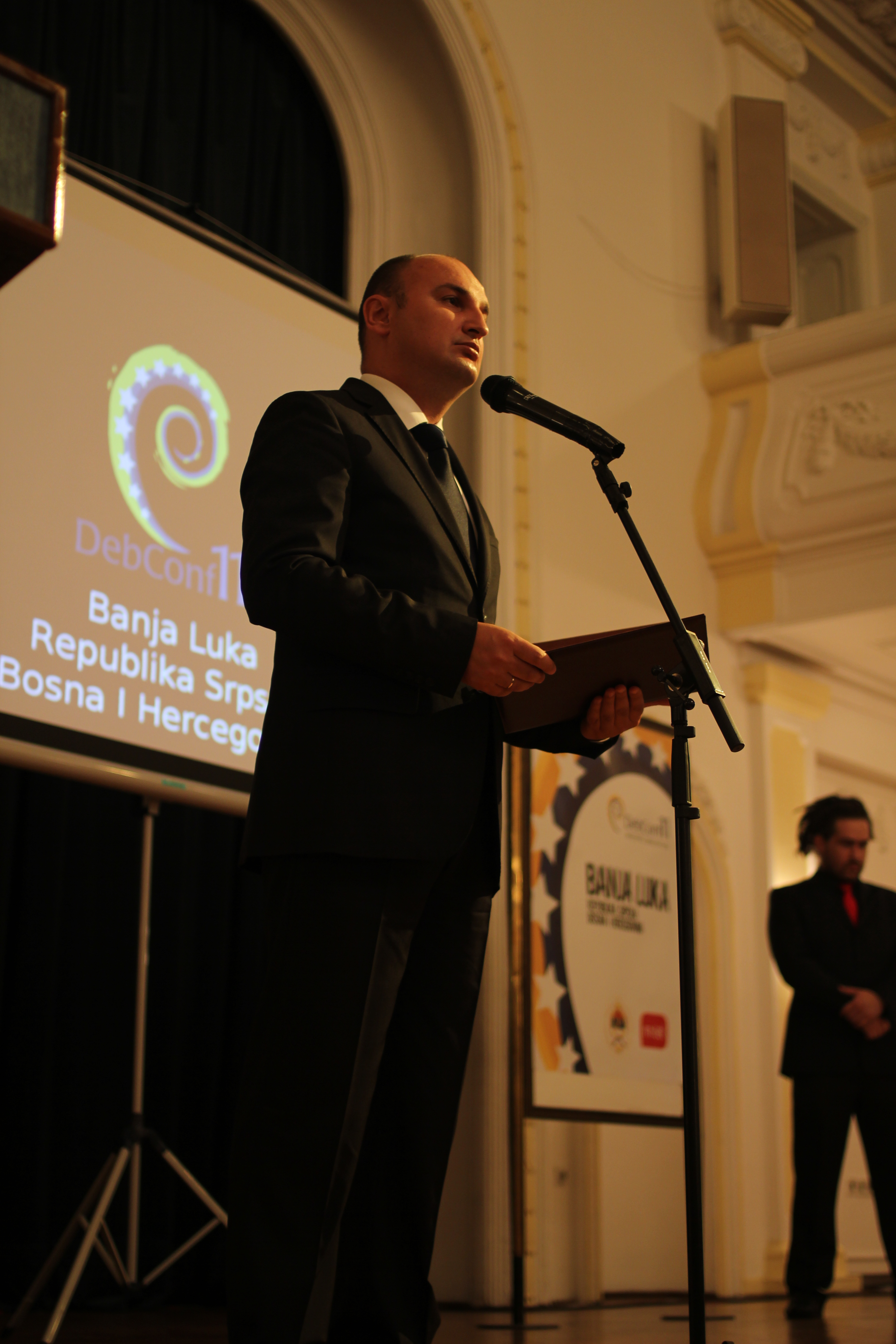
Aleksandar Džombić (2011)

Aleksandar Džombić (serbisch: Александар Џомбић; * 1968 in Banja Luka) ist ein bosnisch-herzegowinischer Politiker der Allianz der Unabhängigen Sozialdemokraten (SNSD) und zwischen Dezember 2010 und Februar 2013 mit dem Kabinett Džombić der Premierminister der Republika Srpska.

## Biografie
Der Serbe Džombić war nach dem Schulbesuch Mitarbeiter der Stadtverwaltung von Banja Luka und danach Mitarbeiter, Büroleiter und schließlich Projektmanager der Crystal Bank AD in Banja Luka. Im Anschluss wurde er Direktor der Agroprom Banka AD in Banja Luka.
Danach begann er ein Studium an der Fakultät für Management am Europäischen Zentrum für Frieden und Entwicklung in Belgrad und wurde außerdem Verwaltungsdirektor der Nova Banka AD in Bijeljina.
Džombić, der auch Vorsitzender der SNSD ist, wurde am 29. Dezember 2010 als Nachfolger von Milorad Dodik und nach einer sechswöchigen Übergangsregierung von Anton Kasipović Ministerpräsident der Republik Srpska. Zugleich übernahm er in seiner Regierung das Amt des Finanzministers.